# Arcata (California)
Arcata è una città che si trova a nord della Baia di Humboldt, nella Contea di Humboldt, in California, Stati Uniti.
La popolazione, secondo il censimento dell'anno 2006, era di 17 294 unità. Questa eccentrica città universitaria socialmente all'avanguardia ospita l'Università Statale di Humboldt, e gli "Humboldt Crabs", letteralmente "i Granchi di Humboldt", un'affermata squadra di baseball di semi-professionisti.

## Governo
Arcata è notevolmente moderna per la sua composizione politica ed è stata la prima città negli Stati Uniti ad eleggere la maggioranza dei membri del proprio consiglio cittadino, dal partito dei Verdi.
Nell'esercizio del loro crescente potere politico, i progressisti hanno condotto a termine delle leggi per limitare il numero di catene di ristoranti permessi nella città. I residenti hanno discusso animatamente le questioni più importanti, tra cui la protezione dell'ambiente fisico, la dominazione dell'America da parte della cultura aziendale, la legalizzazione della marijuana, e la statua del Presidente William McKinley che si trova nella piazza del centro di Arcata.
Arcata è stata la prima città nella nazione ad approvare la delibera per annullare l'USA PATRIOT Act nella detta città.
La legalità della delibera non è stata ancora testata. Arcata è stata anche il primo comune a vietare la crescita di qualsiasi tipo di Organismi geneticamente modificati (OGM) all'interno dei propri confini tranne che per scopi educativi o di ricerca scientifica.

## Geografia fisica

### Territorio
Secondo l'ufficio del censimento degli Stati Uniti (United States Census Bureau), la città ha un'area totale di 28,6 km², di cui, 23,8 km² di terra e 4,8 km² di acqua.
Ci sono diversi quartieri all'interno di Arcata, tra i quali Aldergrove, Alliance, Bayside, "Arcata Bottoms", California Heights, Greenview, Northtown, South G Street, Sunny Brae, Valley West, Westwood, Sunset, Downtown/Plaza Area, Redwood Park e il Marsh.

### Clima
Il clima di Arcata è condizionato dalle influenze marine associate alla Humboldt Bay e all'Oceano Pacifico. In media, ad Arcata le piogge annuali variano da 1 000 a 1 300 mm (da 40 a 50 pollici), per lo più comprese nel periodo tra ottobre e aprile. I venti settentrionali rendono le primavere molto fredde e creano una risalita lungo la costa di acqua profonda fredda dell'oceano. Questa risalita a sua volta genera nebbia per tutta l'estate, con temperature massime di solito tra i 10 e i 15 °C (50 - 60 °F). Eppure, a pochi chilometri nell'entroterra le temperature possono essere fino a 30 °C (86 °F) più alte in estate e autunno. Le temperature medie invernali variano approssimativamente tra 5 e 12 °C (41 - 54 °F), con minime tra 0 e 5 °C (32 - 41 °F). Le temperature raramente scendono al di sotto di −1 °C (30 °F) in inverno, e piuttosto di rado salgono sopra 21 °C (70 °F) in estate e autunno.
| mese                  | gen. | feb. | mar. | apr. | mag. | giu. | lug. | ago. | set. | ott. | nov. | dic. | anno |
| --------------------- | ---- | ---- | ---- | ---- | ---- | ---- | ---- | ---- | ---- | ---- | ---- | ---- | ---- |
| Massima (°C)          | 12   | 12   | 12   | 12   | 13   | 15   | 15   | 16   | 16   | 15   | 13   | 12   | 13   |
| Minima (°C)           | 5    | 5    | 5    | 6    | 8    | 10   | 11   | 11   | 10   | 8    | 7    | 6    | 8    |
| Precipitazioni (cm)   | 21   | 15   | 13   | 6    | 5    | 2    | 0    | 0    | 1    | 8    | 12   | 17   | 106  |
| Sorgente: Weatherbase |      |      |      |      |      |      |      |      |      |      |      |      |      |

## Società

### Evoluzione demografica
Secondo il censimento [15] del 2000, le persone erano 16 651, 7 051 le unità abitative occupate (nuclei familiari) e 2 813 le famiglie residenti nella città. La densità della popolazione era di 699,6 persone per chilometro quadrato (1 812,1 persone per miglio quadro). Le unità abitative erano 7 272 con una densità media di 305,5 per chilometro quadro (791,4 per miglio quadro). La composizione etnica della città era: 84,51% bianchi, 1,56% neri o afroamericani, 2,65% nativi americani, 2,27% asiatici, 0,20% originari delle isole del Pacifico, 3,49% di altre etnie e 5,31% di due o più etnie. Il 7,22% della popolazione era ispanica o latina di etnia non specificata.
La composizione delle famiglie di Arcata riflette il gran numero di studenti indipendenti in età universitaria che vivono insieme. Dei 7 051 nuclei familiari in Arcata, solo il 19,7% ha bambini al di sotto dei 18 anni conviventi, solo il 25,9% erano coppie sposate che vivevano insieme, il 10,4% era composto da donne con marito assente, mentre il 60,1% non erano famiglie. Il 34,8% di tutte le famiglie erano costituite da individui singoli e l'7,1% da persone sole di 65 anni o più. La dimensione media del nucleo familiare era di 2,16 persone e la dimensione della famiglia media era di 2,81.
La composizione della popolazione per età è distorta dalla grande percentuale di studenti in età universitaria. Solo il 15,3% dei residenti sono di età inferiore ai 18 anni, mentre quasi un terzo (32,3%) rientrano fra i 18 e 24 anni, e il 27,8% sono tra 25 a 44 anni. Per le età più avanzate, il 15,9% ha dai 45 ai 64 anni, e l'8,7% ha 65 anni o più. L'età media era di 26 anni. Il rapporto in base al sesso era: 100 donne/99 uomini e 96,9 uomini/100 donne di 18 o più anni.
Nel 2002, 8.210 erano le persone occupate di Arcata, con un tasso di disoccupazione del 7,2%. Per molti anni l'industria del legname ha dominato l'economia della città. Oggi, la maggior parte dei posti di lavoro in Arcata provengono dalle amministrazioni pubbliche (incluse le scuole e la Humboldt State University), piccole attività commerciali di residenti, attività di produzione di legname e cibo e molteplici industrie di servizi (di ristorazione e alberghieri).
Ad Arcata e nell'area circostante una ampia, ma non quantificabile, attività economica si basa sulla cannabis.
L'economia della zona e la popolazione stanno crescendo entrambe più lentamente di quanto non accada nello Stato della California nel suo complesso.
Il reddito medio dei nuclei familiari era di 22 315 dollari statunitensi ($), e il reddito medio per una famiglia ammontava a 36 716 dollari. Gli uomini avevano un reddito medio di 26 577 dollari mentre per le donne era di 24 358 dollari. Il reddito pro capite per la città era di 15 531 dollari, ma questa cifra potrebbe essere artificialmente bassa a causa della grande popolazione studentesca. Circa il 14,3% delle famiglie e il 32,2% della popolazione era sotto la soglia di povertà, di cui il 22,4% sotto i 18 anni e il 6,0% di 65 anni o più.

## Politica

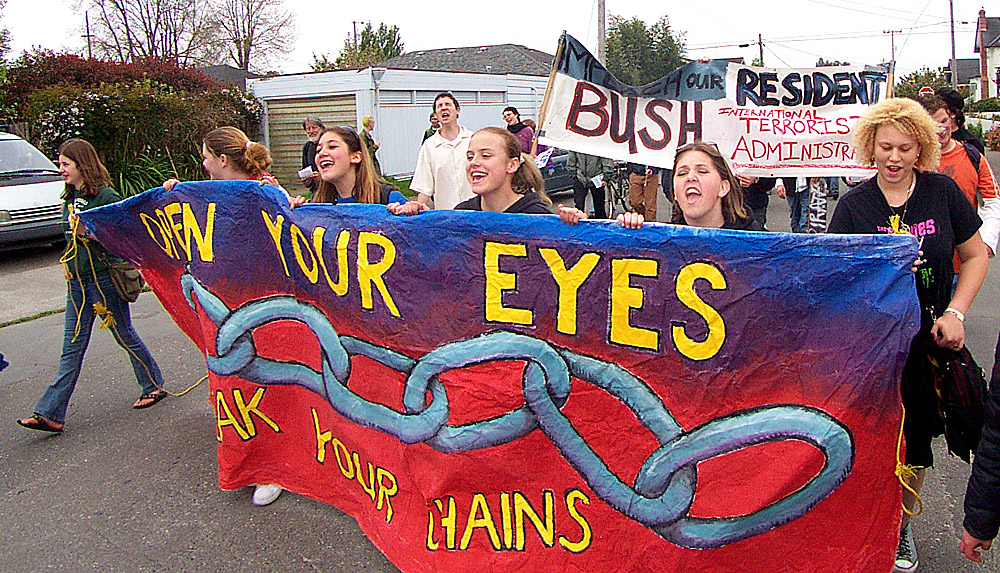
Protesta ad Arcata contro l'amministrazione di George W. Bush.

Nella legislatura statale (California State Legislature) Arcata si trova nel secondo distretto del Senato (California State Senate), rappresentata dal democratico Pat Wiggins, e nella prima assemblea distrettuale (California State Assembly), rappresentata dal democratico Wesley Chesbro. A livello federale, Arcata è rappresentata dal deputato Mike Thompson ed è collocata nel California's 1st congressional district.
Gli elettori di Arcata sono tra i maggiori sostenitori del Partito Democratico della Contea di Humboldt. Ad esempio, nelle elezioni presidenziali statunitensi del 2008, il candidato repubblicano John McCain ha ricevuto meno del 10% del voto popolare in molti distretti di Arcata, mentre negli stessi distretti il candidato democratico Obama ha ricevuto l'85% o più dei voti. Arcata è un centro del pensiero liberale tipico di una città universitaria, un luogo dove l'ambientalismo e l'attivismo sociale hanno un largo seguito. La Contea di Humboldt si inserisce nella tendenza comune nello stato di avere contee costiere liberali e contee dell'interno conservatrici, anche se non mancano gli elettori conservatori. Studenti universitari sono stati, talvolta, sindaci o membri del consiglio cittadino.

## Cultura

### Istruzione

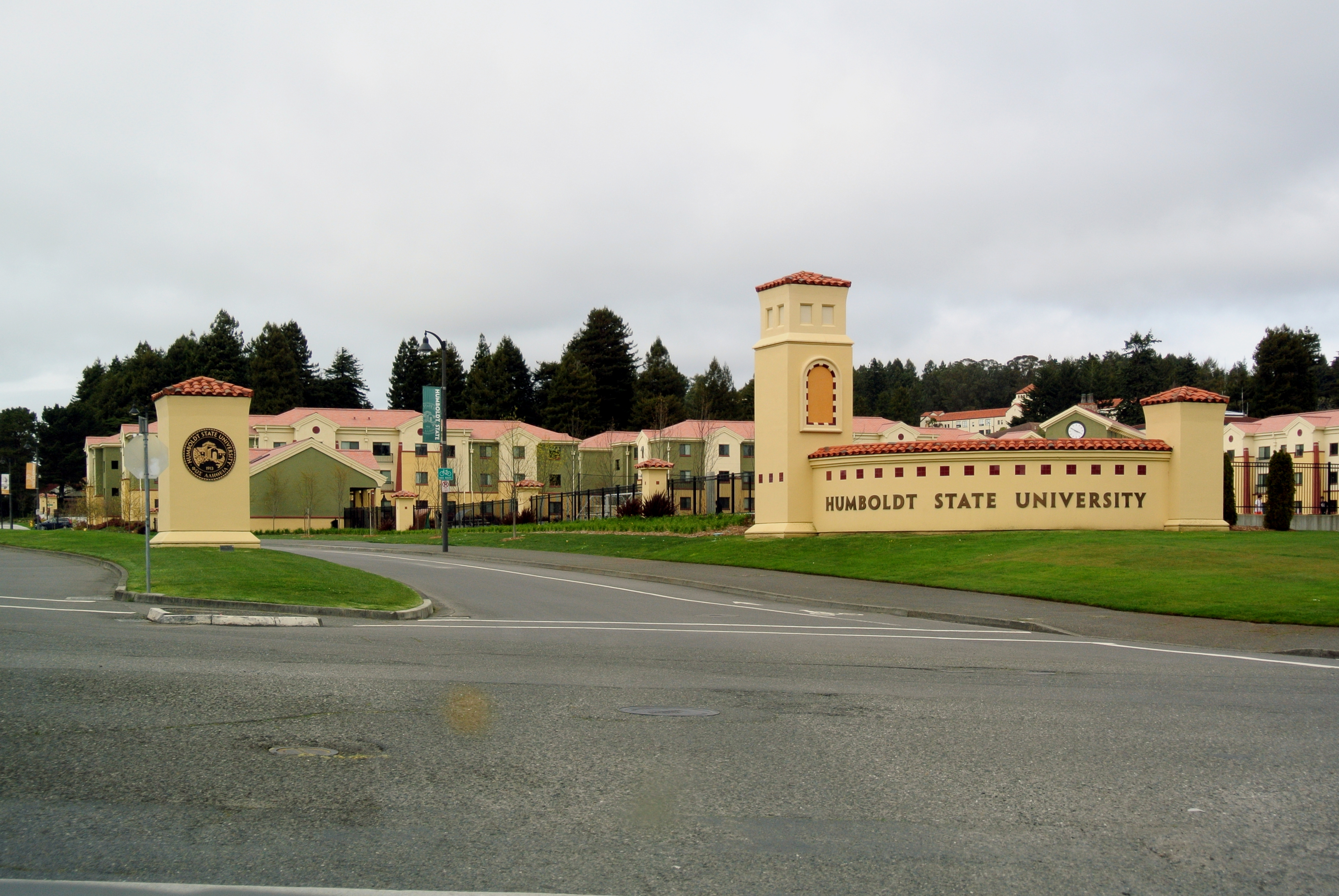
Entrata della Humboldt State University

Arcata è la sede della Humboldt State University il campus più settentrionale dei 23 che fanno parte del California State University system. Con un corpo studentesco pari a quasi metà della popolazione totale della città, Arcata è un classico esempio di "città universitaria".

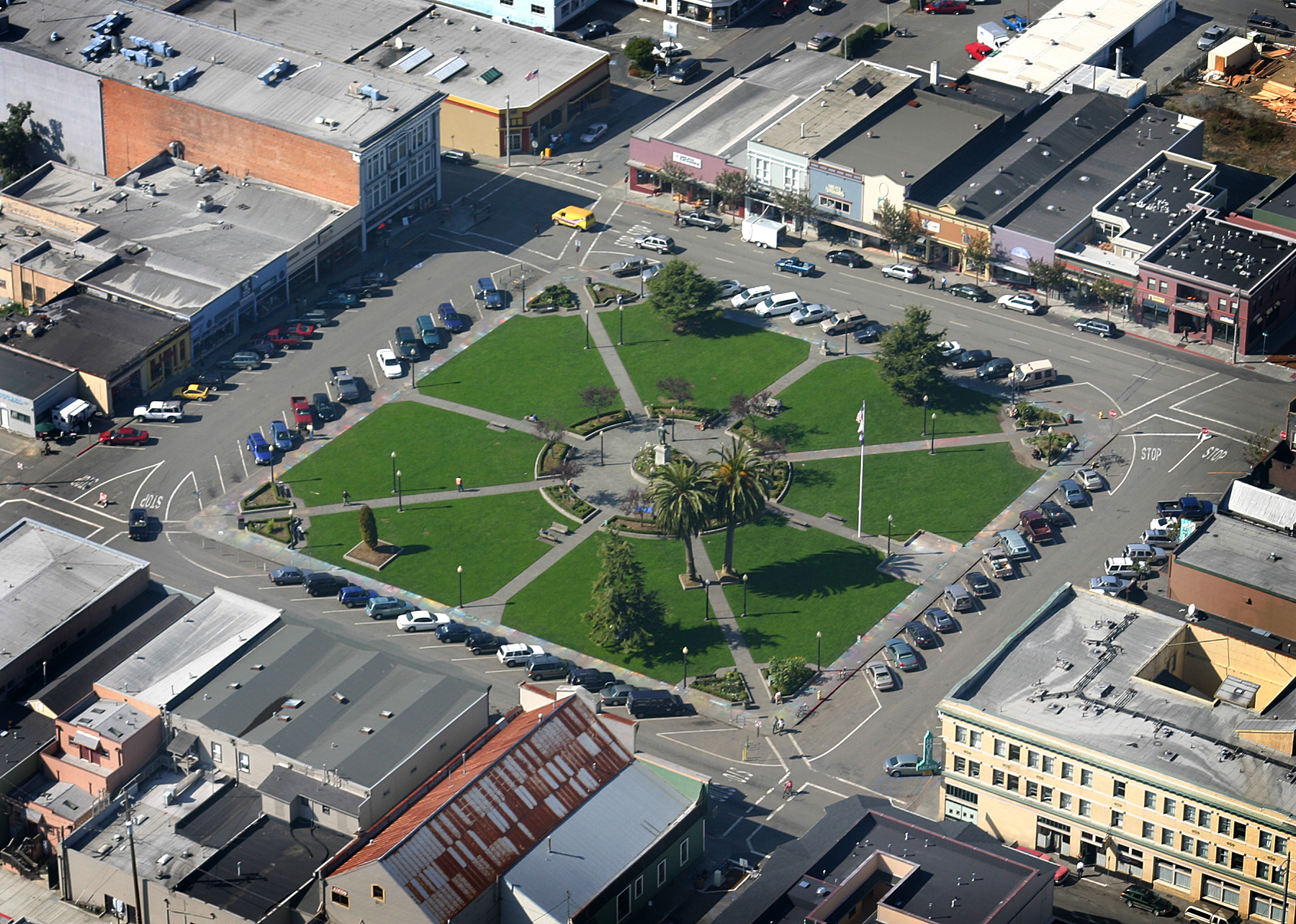
Arcata: la Plaza.

### Eventi

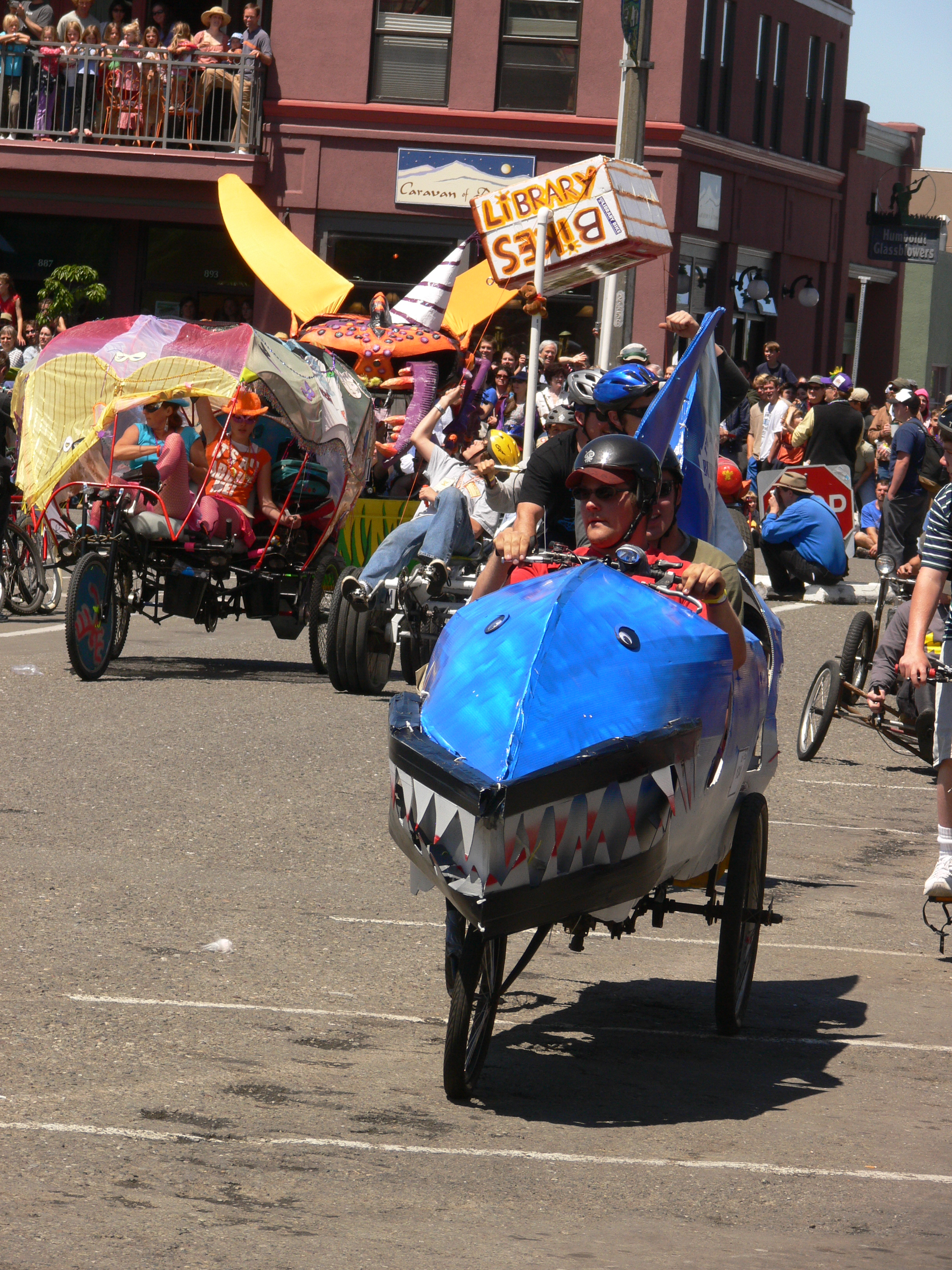
Arcata Kinetic Sculpture Race.

- Kinetic Sculpture Race (gara di 45 chilometri con fantasiosi veicoli ecologici da Arcata a Ferndale)
- North Country Fair
- Godwit Days (o Godwit Days Bird Migration Festival), tre giorni dedicati all'ecologia.[11][12]
- Arts! Arcata (ogni secondo venerdì del mese dalle ore 18 alle 21)[13]
- Arcata Main Street Oyster Festival (l'acquacoltura dell'ostrica, oyster, è presente da 20 anni nella zona.[14])
- Fourth of July Jubilee (Anniversario del Giorno dell'Indipendenza)
- Saturday's Farmer's Market
- "I" Street Block Party, in estate a sostegno di progetti per la città gemellata di Arcata[15]
- Pastels on the Plaza

### Media
Il giornale più diffuso in città è la pubblicazione settimanale regionale conosciuta come il North Coast Journal. È gratuito e ha una diffusione di 22 000 copie alla settimana in tutta la northcoast. The Arcata Eye è un giornale che copre Arcata e Blue Lake che viene pubblicato settimanalmente in Arcata, la pubblicazione ha una certa fama al di fuori della zona per i suoi scritti in stile simile a un resoconto giudiziario, un po' umoristico. La Humboldt State University ha anche un settimanale realizzato dagli studenti dal nome The Lumberjack, premiato dalla California College Newspaper Association per la General Excellence (terzo posto), il Back to School Issue (primo posto), editoriale (terzo posto) e foto (primo posto) nel 2008 per i numeri dell'autunno 2007. L'università ha anche una rivista di interesse generale a conduzione studentesca, Osprey (letteralmente: il falco pescatore), che viene pubblicata una volta a semestre. Osprey ha avuto numerosi riconoscimenti, tra cui il premio della Society of Professional Journalists "Best Student Magazine Published More than Once a Year" per la regione occidentale (California, Nevada, Arizona) nel 2005. The Times-Standard è l'unico grande quotidiano che si occupa di Arcata. Arcata ha anche una serie di piccole fanzine e blog che coprono una varietà di questioni importanti per gli abitanti della città, come la cultura giovanile e i problemi dei senzatetto.
Il Northcoast Environmental Center, con sede in Arcata, pubblica Econews, una rivista mensile dedicata a "educare, attivare e, quando necessario, litigare a nome della bioregione del Klamath-Siskiyou".

## Aspetti culturali
Il cuore di Arcata è la Plaza (la piazza). Negli anni 1850 la Plaza era il luogo dove le merci destinate alle miniere della contea di Trinity, erano caricate su convogli trainati da muli. La Plaza è un prato verde, con giardini e, al centro, una statua del presidente McKinley. La Plaza è circondata da negozi, bar, caffetterie, ristoranti e locali con musica dal vivo. È anche il centro del più grande mercato agricolo della Contea di Humboldt (da aprile a novembre), ed è un luogo importante per i festeggiamenti del 4 luglio (Dichiarazione di indipendenza), per l'Arcata Main Street Oyster Festival, è il punto di inizio della Kinetic Sculpture Race e la sede della North Country Fair. La Plaza è anche un punto d'incontro per i viaggiatori che si fermano nella città.
Arcata dispone anche di un gran numero di originali costruzioni in stile vittoriano, molte delle quali sono state restaurate.

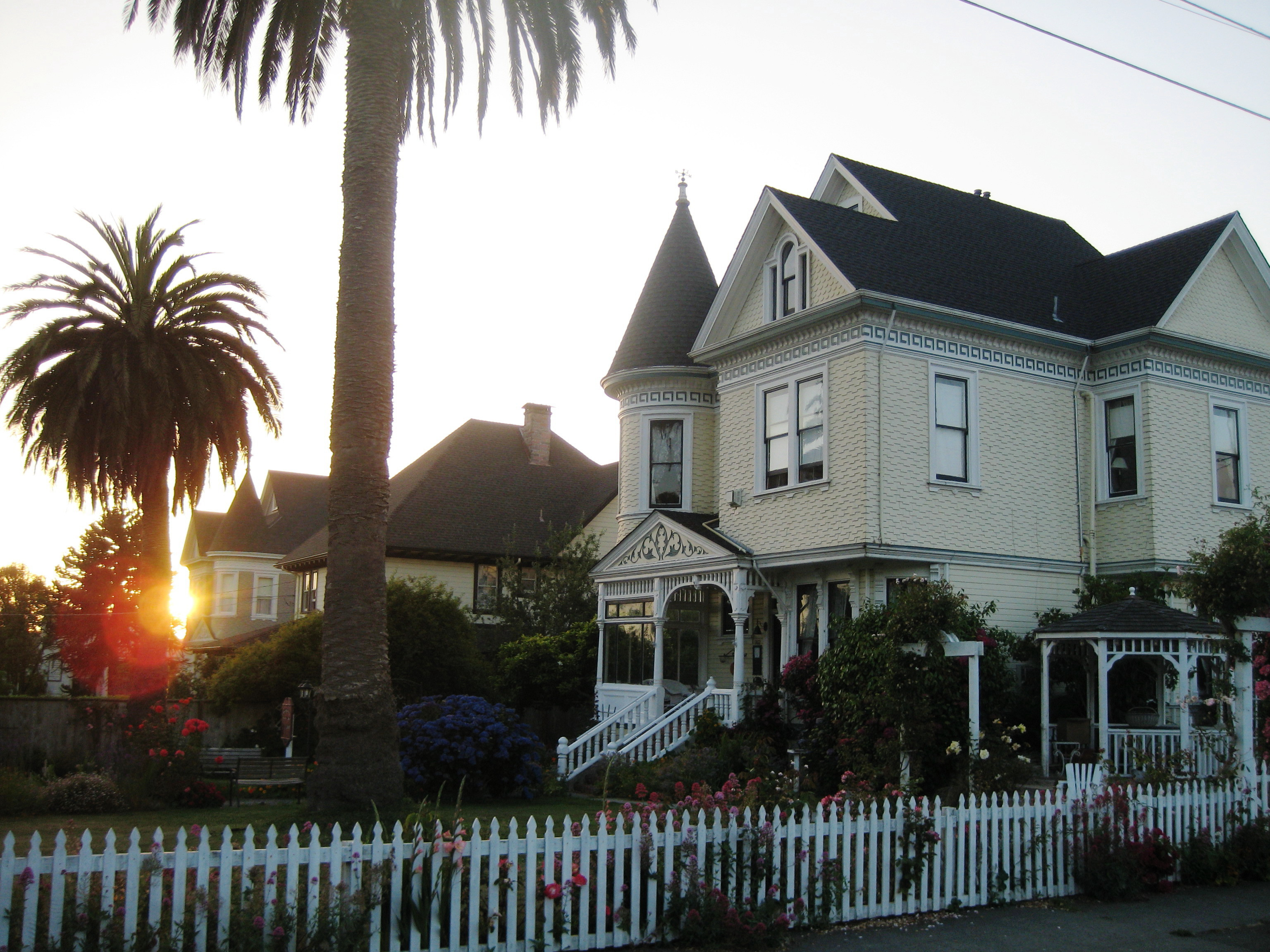
Architettura vittoriana ad Arcata.

Il Minor Theater di Arcata è una delle più antiche sale esclusivamente cinematografiche negli Stati Uniti, ancora in funzione. È anche sede dell'Arcata Theatre.

## Storia

### Culture indigene
I popoli Wiyot e Yurok vivevano in questa zona prima dell'arrivo degli europei. "Kori" è il nome dell'insediamento Wiyot che esisteva nel luogo dove sarebbe sorta Arcata.
I nativi di questa regione sono il popolo più a sud-ovest il cui linguaggio ha radici algonchine. La patria tradizionale degli Wiyot si estendeva dal Little River a nord e proseguiva verso sud attraverso la Baia di Humboldt (comprese le attuali città di Eureka e Arcata) fino al bacino inferiore dell'Eel River. La patria tradizionale degli Yurok si estende dal Mad River fin oltre il Klamath River, a nord. Oggi, Arcata è la sede della tribù Big Lagoon Rancheria, che dispone di una vicina riserva di 81 000 m2 (20 acri). In California non ci sono tribù indiane sovrane e tutte le terre tribali e i membri delle tribù sono soggetti alle norme statali e locali, con alcune eccezioni degne di nota. Le tribù mantengono un'esclusiva giurisdizione civile. Le tribù indiane locali gestiscono diverse case da gioco nella zona.

Nel 1860, il popolo Wiyot fu massacrato a Tutulwat (sulla Gunther Island, isola conosciuta anche come Indian Island), nella Baia di Humboldt. Il celebre scrittore californiano, conosciuto in seguito come Bret Harte, fu costretto a lasciare la zona della Humboldt Bay dopo che manifestò pubblicamente il suo disgusto per il tentato genocidio.

### Arrivo degli americani di origine europea

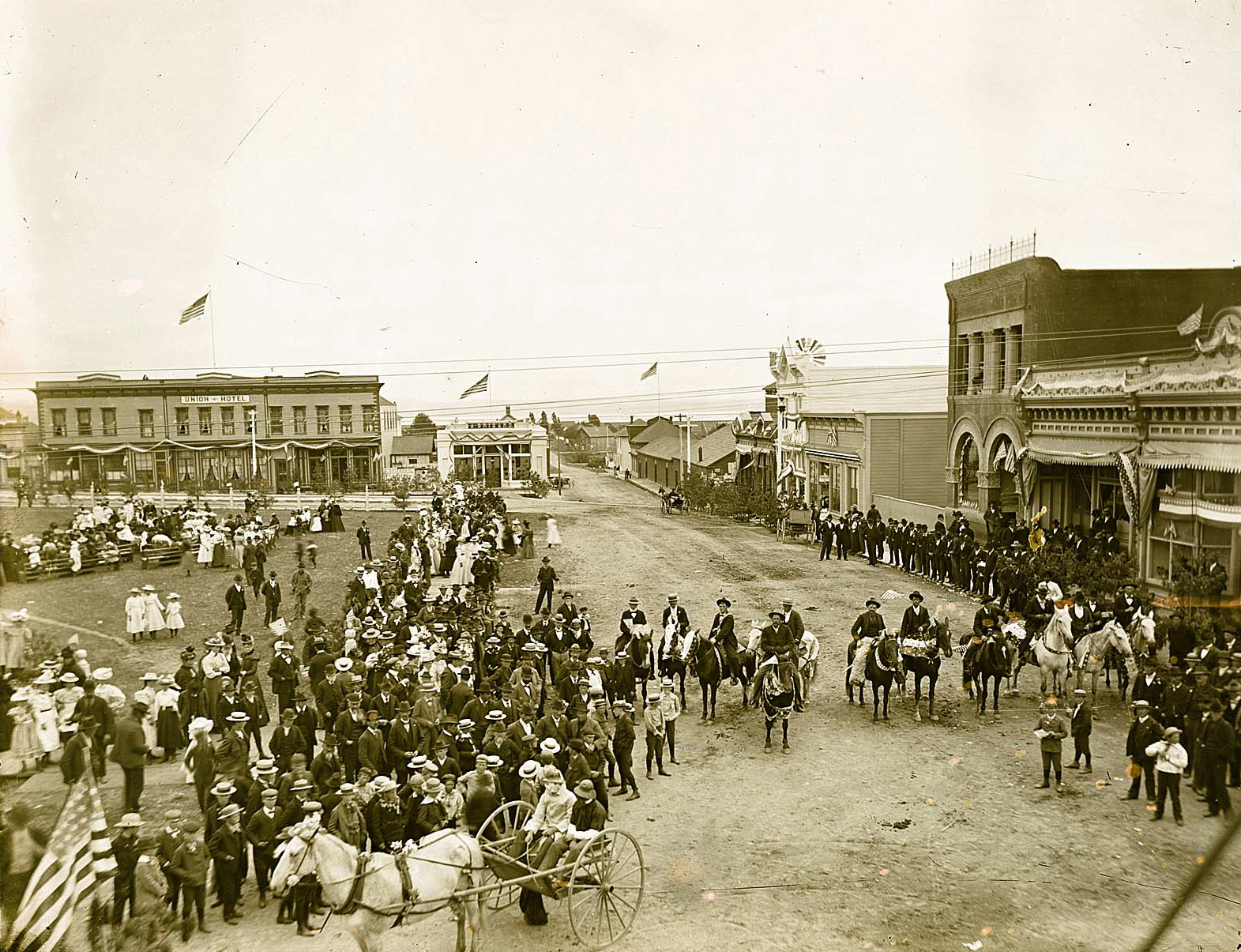
Arcata: la Plaza nel 1890.

Arcata venne fondata col nome di Union Town o Union (prese l'attuale denominazione di "Arcata" nel 1860). Union in origine era un porto e un centro di approvvigionamento per le miniere d'oro nelle Klamath Mountains, Trinity Alps e Salmon Mountains a est, ed è stata per un tempo molto breve la sede della contea durante quel periodo. Fu la maggiore vicinanza alle miniere rispetto ad Eureka che diede a Union un vantaggio iniziale. Quella che sarebbe diventata la prima città ragguardevole della Baia di Humboldt, ebbe origine nella piazza e prime strade realizzate dai dipendenti della Union Company nella primavera del 1850. Più tardi negli anni 1850 il legno di sequoia sostituì le miniere d'oro ormai esaurite come motore economico per la regione, ed Eureka divenne la principale città sulla baia, diventando capoluogo della contea, verso la fine del decennio.
L'ufficio postale di Union Town fu aperto nel 1852 e il nome venne cambiato in Arcata nel 1860.
Nel 1886, Arcata espulse la popolazione cinese e promulgò la seguente risoluzione: "Noi, cittadini di Arcata e dintorni, vogliamo la totale espulsione dei cinesi dalle nostre terre. Appoggiamo gli sforzi di Eureka per estromettere tutti gli insediamenti cinesi dalla città e dintorni".

### Storia recente
Nel mese di agosto 1989, gli elettori di Arcata approvarono il Nuclear Weapons Free Zone Act, che vieta qualsiasi lavorazione, stoccaggio o trasporto di armi nucleari entro i limiti della città. L'ordinanza inoltre ha ridotto al minimo i contratti della città per l'acquisto di prodotti e servizi da imprenditori che lavorano nell'armamento nucleare. Il 17 marzo 2010, il consiglio comunale di Arcata ha votato per l'approvazione finale di una ordinanza che rende illegale l'accattonaggio (Ordinanza n. 1399). Tra le altre restrizioni, vieta l'accattonaggio a distanza inferiore ai 6,1 m (20 piedi) da qualsiasi attività commerciale.

## Infrastrutture e trasporti

### Strade
La U.S. Route 101 si estende a nord e sud e taglia in due la città. Il centro ha diversi percorsi riservati ai pedoni, Arcata è considerata una comunità abbastanza amica dei pedoni.
La State Route 299 si collega alla U.S. Route 101 a nord di Arcata. La statale 299 inizia a questo punto e si estende verso est attraversando le città di Weaverville, Redding, Alturas e il Nevada.

La statale 255 si stacca dalla U.S. Route 101 a sud di Arcata dove prende il nome di Samoa Blvd. prosegue ad ovest della U.S. Route 101, circonda la Arcata Bay passando attraverso il piccolo centro abitato di Manila. Prosegue attraversando con tre ponti due isole (Woodley island e Indian island), fino ad Eureka dove rientra nella U.S. Route 101 (che ad Eureka prende i nomi di 4th e 5th streets). La Route 299 è usata come un percorso alternativo per la U.S. Route 101.
Le strade che collegano Arcata alle aree al di fuori della Contea di Humboldt contengono lunghi segmenti di strade tortuose a due corsie che attraversano montagne remote e canyon, parte delle quali possono essere chiuse a causa di intense piogge e forte vento, richiedendo a volte lunghe deviazioni. Arcata, Eureka, Fortuna e la regione della Redwood Coast (o North Coast) sono parte del più popoloso stato negli Stati Uniti, ma anche di uno dei territori più remoti lungo la costa occidentale degli Stati Uniti.

### Trasporti pubblici
Il Redwood Transit System (RTS) è il principale fornitore di mezzi di trasporto pubblico nella Contea di Humboldt con numerose fermate ad Arcata. L'Arcata and Mad River Transit Service (AMRTS) è il bus locale e serve Arcata e i piccoli centri abitati. Un servizio di Dial-A-Ride è disponibile per il centro anziani Humboldt Senior Resource Center.

I servizi di autobus a lungo raggio compreso Amtrak e Greyhound Lines utilizzano l'Arcata Transit Center come punto di interscambio.

### Trasporti aerei
L'aeroporto più vicino è l'aeroporto di Eureka-Arcata che situato a McKinleyville. Questo aeroporto fu costruito dal Army Air Corps durante la seconda guerra mondiale in una posizione particolarmente nebbiosa, come sito per testare le tecniche di dispersione nebbia. Nessun metodo di dispersione di successo sembra essere stato trovato e dopo la smobilitazione il campo di aviazione è stato ceduto alla contea di Humboldt che ne ha fatto un aeroporto civile. È molto nebbioso: ritardi o cancellazioni di voli sono frequenti. In tali evenienze alcuni voli in arrivo sono dirottati a Redding, California, tre ore di macchina a est, o a Crescent City, a circa 140 km (90 miglia) a nord.

### Trasporti marittimi
C'è un porto in acque profonde nei pressi di Eureka. Nel 1854, la Union Wharf and Plank Walk Company costruì un pontile in legno di sequoia con rotaie per 4,3 km (2,7 miglia) verso l'acqua più profonda della baia di Arcata, dotando così la città di un porto di mare in acque profonde. Inizialmente si usavano vagoni trainati da cavalli e solo successivamente fu trasformata in ferrovia a vapore. Divenne poi l'Arcata e Mad River Railroad che arrivava fino al centro abitato di Korbel (chiusa da tempo). Il molo di Arcata è andato perduto, e con la bassa marea si possono vedere solo un paio di piloni.

Alcune barche da diporto molto piccole possono essere calate in mare con l'alta marea dalla strada I accanto all'Arcata Marsh. Con la bassa marea però la baia di Arcata si trasforma in una distesa di fango e diventa una sfida per i navigatori.

## Innovazione ambientale
L'Arcata Marsh, una rete di stagni di acqua dolce e salata completata nel 1979, vuole essere un innovativo sistema di trattamento delle acque reflue basato su una palude. La palude è stata costruita su un ex discarica di rifiuti solidi urbani e ha ricevuto molti riconoscimenti, tra cui il premio Innovations in Government da parte della Fondazione Ford e della Kennedy School of Government della Università Harvard. La palude è frequentata da ciclisti, bird watching, gente di passaggio e joggers, ed è stata recentemente ampliata, come parte del progetto di restauro dello Slough McDaniel.
Con l'innovazione però si corrono rischi: l'EPA rivela che per 9 delle ultime 12 relazioni trimestrali (gennaio 2005 - dicembre 2007), il trattamento delle acque reflue di Arcata è risultato essere in violazione dei limiti previsti dalle normative.
La città possiede un totale di 8,5 km2 (2 100 acri) di terreni boschivi, compresa l'Arcata Community Forest, la Sunny Brae Forest e la Jacoby Creek Forest. Le zone boschive di Arcata sono state oggetto di attenzione da parte dei media nazionali. L'Arcata Community Forest è stata inizialmente acquistata dal Comune al fine di tutelare l'integrità dell'approvvigionamento idrico comunale. Con l'acquisizione nel 1955, l'Arcata Community Forest è stata la prima foresta a diventare di proprietà di una comunità cittadina dello Stato della California. Da allora ha svolto molte funzioni tra cui lo svago, l'educazione, la raccolta sostenibile di legname e un habitat sicuro per la fauna selvatica. Il bosco è una sorgente di molti dei corsi d'acqua cittadini di Arcata. Nel 1979, gli abitanti di Arcata hanno approvato la "Forest Management and Parkland Initiative". L'intento della normativa è stato quello di sviluppare un programma di gestione forestale a lungo termine responsabile e attento ai problemi ecologici, che fornisca legname per lo sviluppo di un parco cittadino. Nel 1998 la Arcata Community Forest è stata la prima foresta comunale certificata negli Stati Uniti dal Forest Stewardship Council (FSC). Da allora altre aree sono state protette, come la Sunny Brae Forest (0,71 km2, 175 acri) acquisita nel 2006 e nel 2009 con la donazione di 0,75 km2 (185 acri) adiacente al confine settentrionale della Arcata Community Forest lungo la parte alta dello spartiacque del torrente Janes (Janes Creek).
Nel mese di agosto 1989, gli elettori di Arcata approvarono il Nuclear Weapons Free Zone Act, che vieta le attività che favoriscono gli appaltatori di armi nucleari all'interno dei limiti della giurisdizione della città.
I cittadini di Arcata sono attivi nella protezione ambientale della regione e hanno contribuito al successo dello sforzo per preservare la foresta Headwaters da interventi distruttivi. La regione costiera settentrionale è spesso divisa sulle questioni ambientali, con conflitti che sorgono tra cittadini che vi risiedono da tempo e proprietari di terreni rurali, che tradizionalmente hanno trascorso la vita nella raccolta delle risorse naturali della zona, e i successivi residenti che desiderano preservare gli habitat naturali della regione.

## Sport
Arcata ospita gli Humboldt Crabs (crabs, granchi), la più longeva squadra di baseball semiprofessionale, che ha giocato in ogni stagione dal 1945.

## Amministrazione

### Gemellaggi
Camoapa